# 黎巴嫩长枪党
黎巴嫩長槍黨（阿拉伯语：حزب الكتائب اللبنانية，转写：Ḥizb al-Katā'ib al-Lubnānīya；常简称，转写：al-Katā'ib，Kataeb Party），是黎巴嫩的一个政黨，屬於基督教馬龍派。
長槍黨成立於1936年，由出身埃及的皮耶爾·賈梅耶所建立，主張腓尼基主義，反對法國殖民，支持黎巴嫩獨立。黎巴嫩獨立後，轉變為反敘利亞、巴勒斯坦等泛阿拉伯主义者，1958年黎巴嫩發生內戰，長槍黨成為內戰中右派路線的武裝力量之一。
1989年內戰結束後，長槍黨的武裝力量改編入政府軍，並不再堅持原本的反阿拉伯主義路線，目前仍為黎巴嫩主要政黨之一。

## 外部連結
- 黎巴嫩長槍黨官方網頁（页面存档备份，存于）